# Dijous Paella
Dijous Paella est un groupe espagnol de rumba, originaire de Catalogne, actif entre 2005 et 2017. Il est formé par des musiciens de groupes tels que Brams, Dr. Calypso ou Xerramequ Tiquismiquis de Francesc Ribera (alias Titot) et David Estop,.

## Histoire
Le groupe est actuellement formé par Joan López (chant), Marc Serrats (guitare), Albert Vila (contrebasse), Rafalito Salazar et Guillem Soler (claviers). Le groupe naît avec le désir de créer un nouveau son et de nouvelles formes au sein de la rumba catalane, en innovant dans les sons et les couleurs en mélangeant des instruments acoustiques de divers domaines comme la cobla, le flamenco ou la rumba.
Les premiers chanteurs du groupe étaient Francesc Ribera Titot (membre de Brams, Mesclat, Aramateix et autres) et Àgata Casas. Le mélange de rumba et de sardane qu'ils présentebt est l'une des grandes surprises musicales de 2005 et leur premier album, Dijous Paella (auto-produit), remporte les prix Enderrock du « meilleur groupe folk », du « meilleur album » et de la « meilleure performance live » en 2006.
En 2007, ils annoncent une « suspension indéfinie » qui dure plus d'un an, jusqu'à leur retour en 2009 avec quelques changements de composition : Titot quitte le groupe en raison de ses multiples engagements avec Mesclat et Aramateix, et le groupe s'oriente vers des sonorités plus roots (dans le domaine de la rumba catalane) et une touche méditerranéenne, avec des paroles de chansons de Marc Serrats, Àgata Casas et Albert Vila. En 2009, leur deuxième et dernier album, Vol. II (Propaganda Pel Fet!), sort. Le groupe ne semble plus actif depuis 2017.

## Discographie
- 2006 : Dijous Paella (Plural Produccions)
- 2009 : Vol. II